# Litsea glutinosa

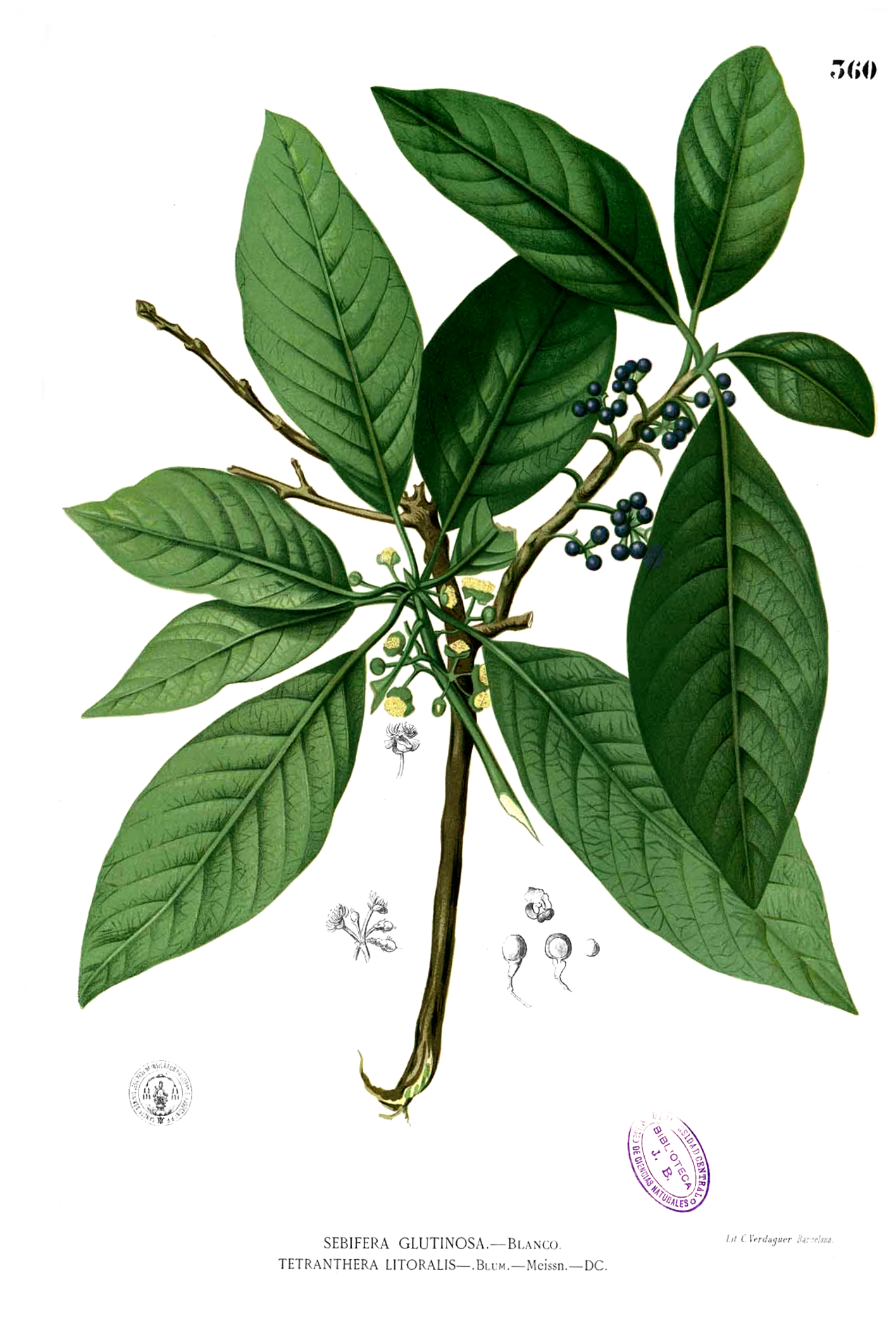
Illustration

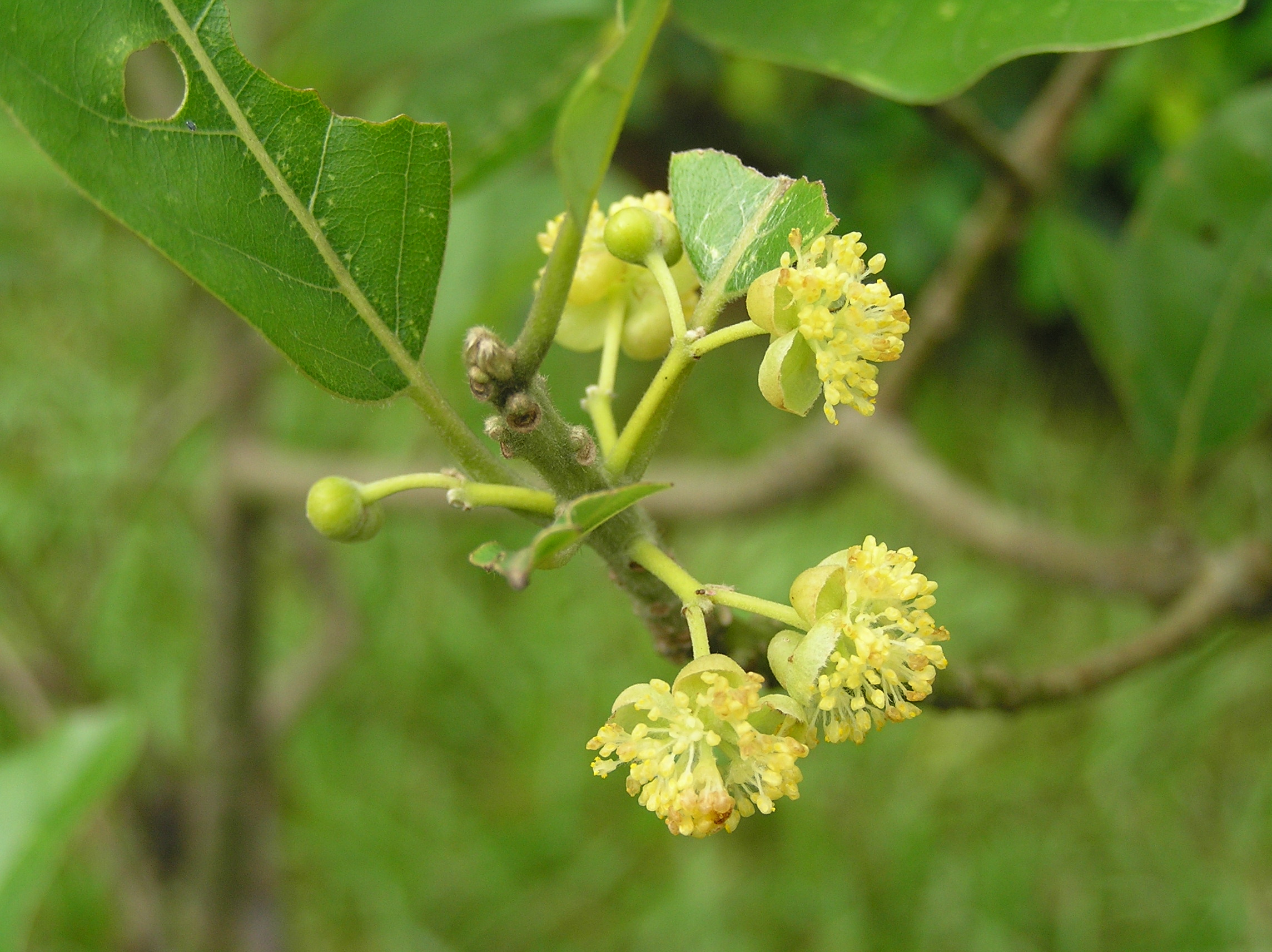
Männliche Blütenstände

Litsea glutinosa oder der Talglorbeerbaum, Talglorbeer, ist ein Baum in der Familie der Lorbeergewächse aus Indien, Nepal, Südostasien, bis ins südliche China, Neuguinea und ins nördliche und westliche Australien.

## Beschreibung
Litsea glutinosa wächst als halbimmergrüner Baum bis über 20 Meter hoch. Der Stammdurchmesser erreicht über 60 Zentimeter. Die bräunliche bis gräuliche Borke ist oft schuppig.
Die kurz gestielten Laubblätter sind wechselständig. Sie sind leicht ledrig, ganzrandig, bis 22 Zentimeter lang, spitz bis stumpf oder abgerundet und eiförmig bis elliptisch, lanzettlich oder verkehrt-eiförmig. Der Blattrand ist oft bewimpert. Die Blätter sind unterseits mehr oder weniger behaart und glauk, oberseits sind sie auf den Adern behaart, sonst fast kahl.
Litsea glutinosa ist zweihäusig diözisch. Es werden achselständige, mehr oder wenige weißlich behaarte, kleine Pseudodoppeldolden mit mehreren, mehrblütigen (9–15 Blüten) Döldchen und Hüllchen mit bootförmigen, kreuzgegenständigen, mehr oder weniger behaarten Hüllblättern gebildet. Die sehr kleinen, gelb-grünlichen und kurz gestielten Blüten besitzen eine einfache oder keine Blütenhülle. Es sind bis zu 3 kurze, behaarte Tepalen ausgebildet oder keine, die weiblichen besitzen oft keine Tepalen. Die männlichen Blüten besitzen bis zu 20 relativ kurze, ungleiche, leicht behaarte Staubblätter und die inneren direkt neben der Basis zwei gestielte Drüsen, die äußeren besitzen keine. Die weiblichen Blüten besitzen bis zu 15 kurze, längliche, behaarte Staminodien und die inneren direkt neben der Basis zwei gestielte Drüsen, die äußeren besitzen keine. Sowie einen oberständigen, kahlen, einkammerigen Fruchtknoten mit kurzem Griffel und schildförmiger Narbe.
Es werden rundliche, erst rote, dann schwarze, bis etwa 7–9 Millimeter große, einsamige, kahle, glänzende Früchte, Beeren, gebildet. Der Fruchtstiel und der Blüten-, „Fruchtbecher“ sind unter der Frucht vergrößert.

## Verwendung
Die Rinde (Jigat, Joss) wird genutzt, sie wird oft als Binder in Räucherwerken verwendet (Agarbatti), so wie jene von Machilus thunbergii. Auch wird sie in der Kosmetik verwendet, ebenso die Blätter. Die Rinde, Wurzeln und Blätter sowie die Samen werden auch medizinisch genutzt.
Aus den Samen kann ein Fett, Talg (Lorbeertalg, Tangkallak(h)fett) gewonnen werden, welches zur Herstellung von Kerzen und Seifen genutzt wird.
Die Früchte sind essbar.
Das mittelschwere, nicht besonders beständige und nicht besonders harte Holz wird für verschiedene Anwendungen genutzt.